# Michael Freiberg
Michael Freiberg (ur. 10 października 1990 w Hongkongu) – australijski kolarz torowy, mistrz świata.
Specjalizuje się w omnium. W tej konkurencji wywalczył srebrny medal na mistrzostwach świata w Apeldoorn w 2011 roku.